# 1889 en Suisse
Chronologie de la Suisse
- 1885
- 1886
- 1887
- 1888
- 1889
- 1890
- 1891
- 1892
- 1893

Chronologie de la Suisse
1888 en Suisse - 1889 en Suisse - 1890 en Suisse

## Gouvernement au1erjanvier 1889
- Conseil fédéral[1]
  - Bernhard Hammer (PRD), président de la Confédération
  - Louis Ruchonnet (PRD), vice-président de la Confédération
  - Emil Welti (PRD)
  - Walter Hauser (PRD)
  - Karl Schenk (PRD)
  - Numa Droz (PRD)
  - Adolf Deucher (PRD)

## Évènements
- Mardi 1er janvier : entrée en vigueur de la loi fédérale concernant la prolongation du temps de service des officiers.
- Mardi 8 janvier : mise en service du funiculaire Polybahn à Zurich.
- Février : la révolutionnaire allemande Rosa Luxembourg doit s’exiler à Zurich[2].

- 22 avril : la police argovienne arrête le policier allemand Auguste Wohlgemuth, alors qu'il recrutait des indicateurs à Rheinfelden. Le chancelier allemand Otto von Bismarck menace de prendre des sanctions contre la Suisse[3].

- Samedi 1er juin :
  - Mise en service d’une ligne de tramway à vapeur à Genève.
  - Entrée en vigueur de la loi fédérale sur les dessins et modèles industriels.
- 4 juin : mise en service du chemin de fer à crémaillère du Pilate (OW).
- 21 juin : mise en service du funiculaire de Beatenberg (BE).
- 26 juillet : mise en service du chemin de fer Les Ponts-de-Martel-La Chaux-de-Fonds (NE).
- 30 juillet : un incendie détruit le village de Versegères. Une cinquantaine de bâtiments sont anéantis.

- 5 août : 
  - Début de la 6e Fête des vignerons à Vevey (VD).
  - Débuts de la Poste de campagne, chargée d’assurer le trafic postal des troupes en service.

- Vendredi 4 octobre : ouverture de l’Université de Fribourg. Les premiers étudiants fréquentent les Facultés de lettres et de droit.

- Dimanche 17 novembre : votations fédérales. Le peuple approuve, par 244 317 oui (52,9 %) contre 217 921 non (47,1 %), la Loi fédérale sur la poursuite pour dettes et la faillite.
- 24 novembre : mise en service de la ligne de Échallens à Bercher du chemin de fer Central Vaudois, exploité par le L-E.

## Décès
- 14 janvier : Melchior Josef Martin Knüsel, ancien conseiller fédéral  (PRD LU), à Lucerne, à l’âge de 75 ans.
- 20 janvier : Antoine-Henri Boissonnas, photographe à Genève, à l’âge de 55 ans.
- 8 mars : Henri Carrard, directeur du Musée cantonal des antiquités et des médailles,  à Lausanne, à l’âge de 64 ans.
- 14 avril : Georges-Frédéric Roskopf, horloger, à Berne, à l’âge de 76 ans.
- 25 juin : Georges-Victor Bridel, éditeur, à Lausanne, à l’âge de 70 ans.
- 8 octobre : Johann Jakob von Tschudi, diplomate, explorateur et naturaliste (° 25 juillet 1818).
- 25 octobre : Léo Lesquereux, paléobotaniste d’origine neuchâteloise, à Columbus (Ohio), à l’âge de 83 ans.
- 1er novembre : Johannes Badrutt, fondateur d'un empire hôtelier, à Saint-Moritz (GR), à l'âge de 70 ans.